# Greta Scarano
Pour les articles homonymes, voir Scarano.
Greta Scarano, née le 27 août 1986 à Rome dans la région du Latium en Italie, est une actrice italienne. En 2016, elle a remporté le Ruban d'argent de la meilleure actrice dans un second rôle pour son rôle dans le film noir Suburra de Stefano Sollima.

## Biographie
Greta Scarano naît à Rome en 1986. Durant sa jeunesse, elle suit des cours de théâtre et étudie le chant, la batterie et les percussions. Durant son adolescence, elle passe une année aux États-Unis à Jasper dans l'Alabama avant de reprendre ses études à Rome. Elle étudie le droit à l'université de Rome III et fréquente le théâtre Ettore Petrolini sous la direction de Claudio Carafoli (it).
En 2006 et 2007, elle réalise des courts-métrages, participe à des clips musicaux et joue au theâtre en Italie et aux États-Unis. Elle débute comme actrice à la télévision dans le soap-opera Un posto al sole. Entre 2008 et 2010, elle prend part aux deux saisons de la série télévisée italienne Romanzo criminale de Stefano Sollima, inspiré par le roman éponyme du romancier Giancarlo De Cataldo et par l'histoire réelle de la Banda della magliana.
En 2011, elle prend part à la troisième et dernière saison de la série I liceali réalisé par Francesco Miccichè (it). Elle participe ensuite à la série policière Squadra antimafia - Palermo oggi et à la mini-série L'ultimo papa re de Luca Manfredi librement inspiré du film Au nom du pape roi (In Nome del Papa Re) réalisé par Luigi Magni en 1977. La même année, elle débute au cinéma dans la comédie Qualche nuvola de Saverio Di Biagio, film qui est présenté à la Mostra de Venise 2011.
En 2014, elle joue dans le premier film de Michele Alhaique (it), Senza nessuna pietà, un film noir se déroulant à Rome dans les années 2000. En 2015, elle est l'affiche d'un autre film noir, Suburra de Stefano Sollima, dans lequel elle joue aux côtés de Pierfrancesco Favino, Elio Germano, Claudio Amendola et Alessandro Borghi. Elle y incarne une jeune toxicomane amoureuse d'un chef de gang joué par Borghi. Pour ce rôle, elle obtient notamment un Ruban d'argent de la meilleure actrice dans un second rôle et un Ciak d'oro de l'actrice révélation de l'année en 2016. Elle joue également le rôle d'une jeune fille souffrant d'un cancer et intolérante aux traitements dans la deuxième saison de la série In Treatment.
En 2016, elle tient l'un des rôles principaux du drame La verità sta in cielo de Roberto Faenza réalisé d'après l'affaire non élucidée de la disparition d'Emanuela Orlandi en 1983. En 2017, elle est l'une des nombreuses actrices à incarner la grande actrice Valentina Cortese dans le film biographique Diva! de Francesco Patierno qui lui est consacré.
En 2019, elle joue le double rôle de Margherita Boninsegna et de sa fille Anna dans l'adaptation télévisée du célèbre roman de Umberto Ecco, Le nom de la rose, aux côtés de John Turturro et Rupert Everett.
2021 est l'année de sa consécration télévisuelle, jouant Antonia, l'élément perturbateur dans Commissaire Montalbano l'adaptation télévisuelle de la série romanesque d'Andrea Camilleri, puis incarnant sur le petit écran le rôle de la présentatrice vedette Ilary Blasi dans Speravo de Mori Prima.

## Filmographie

### Au cinéma
- 2011 : Qualche nuvola de Saverio Di Biagio
- 2014 : Senza nessuna pietà de Michele Alhaique (it)
- 2015 : Suburra de Stefano Sollima
- 2016 : La verità sta in cielo de Roberto Faenza
- 2017 : Smetto quando voglio – Reloaded de Sydney Sibilia (it)
- 2017 : Diva! de Francesco Patierno
- 2021 : Amants super-héroïques (Supereroi) de Paolo Genovese
- 2022 : Nuovo Olimpo de Ferzan Özpetek

### À la télévision

#### Séries télévisées
- 2008 : Un sacré détective (Don Matteo), saison six, épisode vingt-quatre
- 2007 – 2009 : Un posto al sole
- 2008 - 2010 : Romanzo criminale de Stefano Sollima
- 2009 : Giovanna, commissaire (Distretto di Polizia), saison neuf, épisode douze
- 2011 : I liceali de Francesco Micciche
- 2011 : R.I.S. Roma - Delitti imperfetti
- 2013 : L'ultimo papa re de Luca Manfredi
- 2012 - 2014 : Squadra antimafia - Palermo oggi
- 2015 : In Treatment, saison deux
- 2019: Le Nom de la rose,  Margherita / Anna
- 2020 : Commissaire Montalbano - Antonia
- 2021 : Speravo De Morì Prima - Ilary Blasi
- 2021 : Ever After (Chiamami ancora amore) - Anna Santi

## Prix et distinctions notables
- Prix Guglielmo Biraghi en 2014 pour Senza nessuna pietà.
- Ruban d'argent de la meilleure actrice dans un second rôle en 2016 pour Suburra.
- Ciak d'oro de la révélation de l'année en 2016 pour Suburra.
- Nomination au Globe d'or de la meilleure actrice en 2016 pour Suburra.